# チラン県
座標: 北緯26度55分 東経90度5分 / 北緯26.917度 東経90.083度

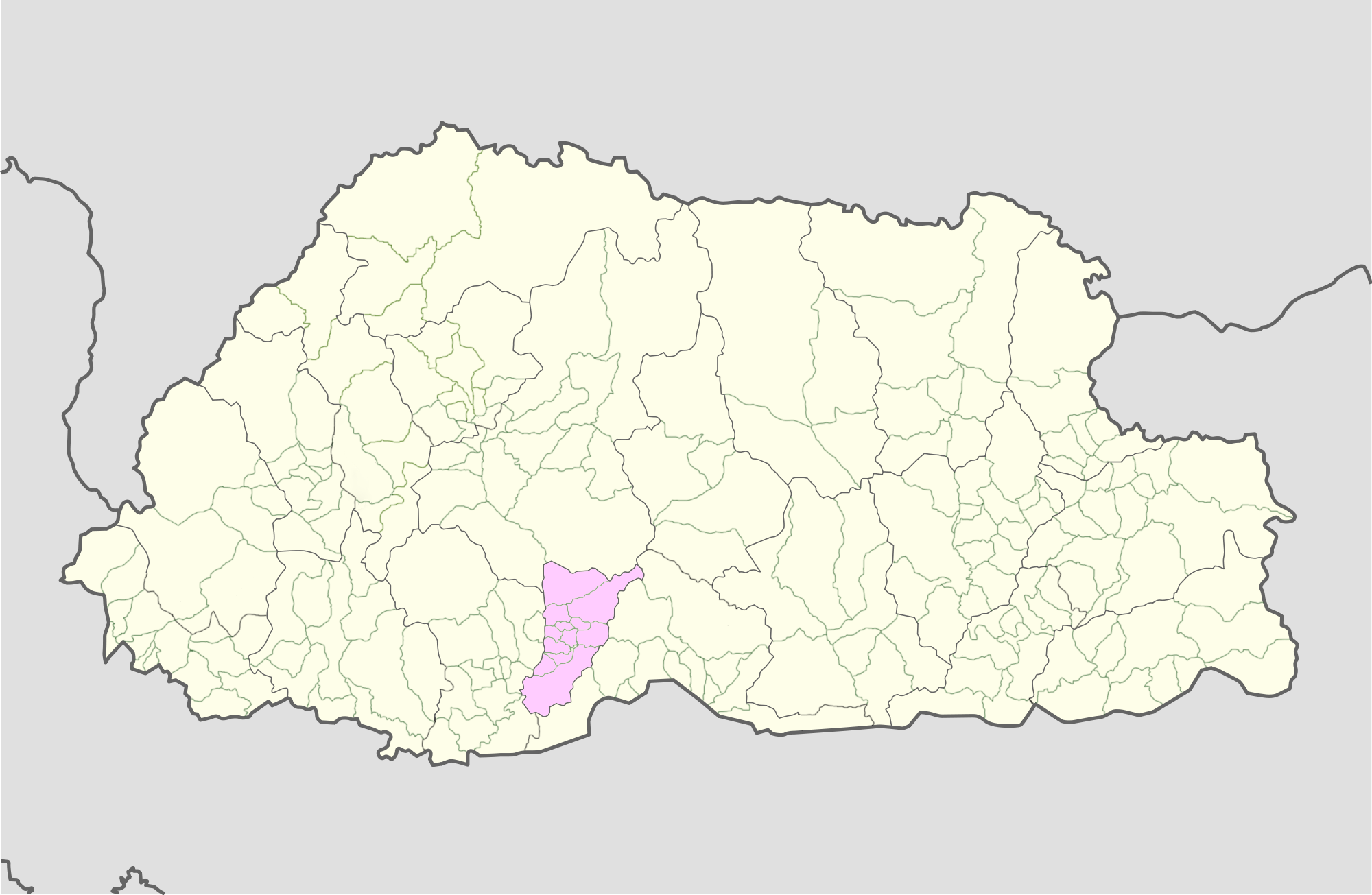
チラン県の位置

チラン県（チランけん、ゾンカ語:རྩི་རང་རྫོང་ཁག་/ワイリー方式:Rtsi-rang rdzong-khag）は、ブータン中央部の県。
県都はダンプー。
面積は638km2、2013年の人口は2万1209人、人口密度は33.2km2。 

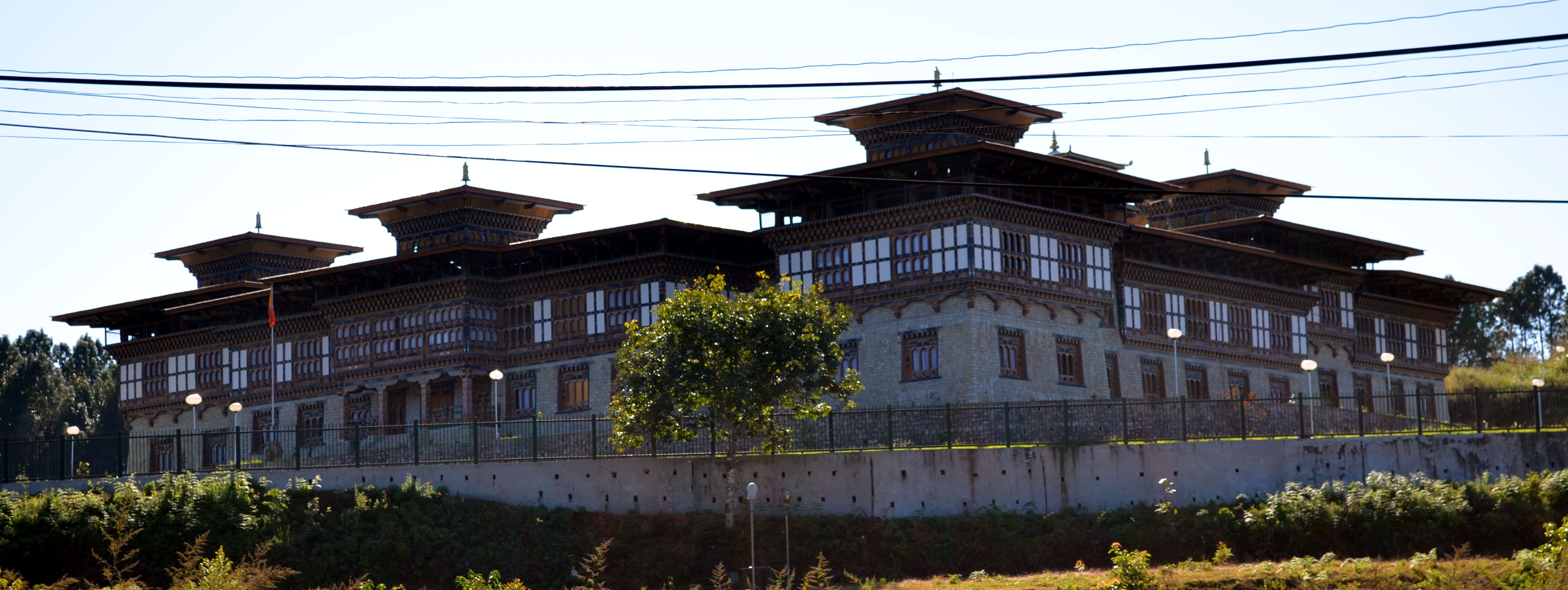
ダンプーのチラン城

チラン県は緩い坂と穏やかな気候、豊かな生態で知られる。
ブータン最長のサンコシュ川が県内を流れる。
ロツァムパ人が全国で最多の県である。

## 言語
チラン県の主要言語はネパール語で、ロツァムパ人が用いる。
北部では国語のゾンカ語も話される。

## 行政区画
チラン県は12の村に分かれる
。
- バルション村（英語版）
- ドゥンラガン村（英語版）
- ゴセルリン村（英語版）
- キコルサン村（英語版）
- メンドゥレルガン村（英語版）
- パツァリン村（英語版）
- フテンチュフ村（英語版）
- ランサンリン村（英語版）
- セムジョン村（英語版）
- セルギサン村（英語版）
- ツォリンカル村（英語版）
- チラントエ村（英語版）

## 地理
最北部（フテンチュフ村、セルギサン村）はジグメ・シンゲ・ワンチュク国立公園に含まれる

。